# Elber Evora
Elber Evora, né le 2 décembre 1999 à Rotterdam, est un footballeur international cap-verdien. Il joue au poste de gardien de but.

## Carrière

### En sélection
Il joue son premier match international le 10 octobre 2020 lors d'une rencontre amicale perdue 2-1 contre la Guinée. 